# Marie-Hélène Lahaye
Pour les articles homonymes, voir Lahaye.
 (juin 2018).
Marie-Hélène Lahaye est une féministe, juriste, blogueuse et lanceuse d'alerte belge. Depuis 2013, elle tient le blog Marie accouche là qui a pour but « l'exploration féministe et politique autour de la naissance ». Elle est l'auteure de l'ouvrage Accouchement : les femmes méritent mieux (janvier 2018, éditions Michalon).
Marie-Hélène Lahaye a contribué à faire émerger dans le monde francophone la question des maltraitances des femmes pendant et autour de l'accouchement, sous le terme de violences obstétricales. Forte de soutiens et témoignages divers et nombreux, elle porte également ces questions dans la sphère politique.

## Biographie
Juriste de formation[réf. nécessaire], elle a été conseillère aux affaires européennes et internationales d'Évelyne Huytebroeck lorsqu'elle était Ministre bruxelloise de l'Environnement, de l'énergie et de la rénovation urbaine.
En septembre 2013, elle ouvre son blog Marie accouche là sur lemonde.fr qui a pour but « l'exploration féministe et politique autour de la naissance ».
En février 2015, des carnets de stage de la faculté de médecine Lyon Sud  sont découverts, dans lesquels il est demandé aux étudiants en médecine d'effectuer des touchers vaginaux sur des patientes endormies au bloc opératoire. Elle s'associe avec Clara de Bort (ancienne conseillère de la Ministre Roselyne Bachelot) et Béatrice Kammerer (créatrice des Vendredis Intellos) pour lancer l'alerte sur cette pratique illégale. Elles rédigent la tribune Le consentement, point aveugle de la formation des médecins, publiée par Mediapart, cosignée par une cinquantaine de personnalités parmi lesquelles Martin Winckler, Ovidie, Marie-Hélène Bourcier, Muriel Salmona, Caroline De Haas et la chanteuse Juliette. Cette tribune permet une médiatisation de l'affaire des touchers vaginaux sur patientes endormies,,, et pousse, en octobre 2015, la Ministre de la Santé Marisol Touraine à commanditer une enquête sur ce sujet à l'Inspection générale des affaires sociales,.
En septembre 2015, Marie-Hélène Lahaye participe à l'émission de France Culture Collection Témoignages : Maltraitance gynécologique . Cette émission attire de nombreux témoignages de femmes sur les maltraitances qu'elles ont subies dans le cadre d'une consultation gynécologique, d'une fausse couche, d'un avortement ou d'un accouchement, ce qui pousse France Culture à ouvrir une page dédiée à ceux-ci.
En juin 2016, elle dénonce la prise de position de la secrétaire générale du Syndicat des gynécologues et obstétriciens de France (SYNGOF) consistant à refuser d'octroyer un jour d'arrêt de travail en cas d'interruption volontaire de grossesse médicamenteuse. Cette alerte est relayée par différents médias,,. Interrogée sur cette question, la Ministre de la Santé Marisol Touraine réaffirme l'importance d'octroyer un arrêt de travail en cas d'IVG.
En août 2016, France Culture consacre une série de La Grande Traversée aux nouveaux féminismes. Marie-Hélène Lahaye participe à une de ces émissions Nos corps, nos choix consacrée aux revendications féministes autour de l'IVG, de l'accouchement et de la GPA.
Son blog Marie accouche là s'impose petit à petit comme référence, dans la dénonciation des actes inutiles posés sur les femmes qui accouchent et des maltraitances que subissent les parturientes. De plus en plus d'articles de presse évoquent les violences faites aux femmes lors de l'accouchement, pour lesquels elle est interviewée en tant qu'experte du sujet,,,,. En avril 2017, Le Figaro consacre un Grand angle numérique sur le sujet des violences pendant l'accouchement.
Le 17 juillet 2017, France Inter l'invite au Débat de Midi. Israël Nisand, Président du Collège national des gynécologues et obstétriciens français (CNGOF), décline le matin même l'invitation, refusant de débattre avec elle.
Le 20 juillet 2017, Marlène Schiappa, secrétaire d'État chargée de l'Égalité entre les femmes et les hommes, a annoncé, devant la commission Droits des femmes de l’Assemblée nationale, avoir commandité un rapport sur les violences obstétricales au Haut Conseil à l'égalité entre les femmes et les hommes. Cette prise de position politique a entraîné une médiatisation de ce phénomène, dans le cadre de laquelle Marie-Hélène Lahaye a été sollicitée,,. L'annonce de la secrétaire d'État a suscité une opposition des représentants des gynécologues obstétriciens. Le Collège National des Gynécologue et Obstétriciens français (CNGOF) a considéré que cette demande de rapport sur les violences obstétricales était une maltraitance faite à la profession. Le président du Syndicat national des gynécologues et obstétriciens de France (SYNGOF) a appelé Marlène Schiappa à la démission. Cette polémique a poussé Le Journal du dimanche à publier un face à face entre Bertrand de Rochambeau, président du SYNGOF et Marie-Hélène Lahaye,.
En octobre 2017 est publié aux éditions First Le livre noir de la gynécologie de la journaliste Mélanie Déchalotte qui présente de nombreux témoignages de maltraitance gynécologique et de violences obstétricales, et qui s'appuie entre autres sur un entretien que Marie-Hélène Lahaye lui a accordé.
En janvier 2018, elle publie son premier livre Accouchement : les femmes méritent mieux aux Éditions Michalon.

## Idées
Dans son blog Marie accouche là, Marie-Hélène Lahaye met en évidence le hiatus entre les pratiques médicales au sein des maternités et les recommandations scientifiques. Elle décrit les différents actes posés par routine ou en vertu d'un protocole sur les femmes qui accouchent, pour la plupart non justifiés médicalement, en les éclairant de leurs racines historiques ou anthropologiques, et en mettant en évidence leurs fondements sexistes. Elle démontre aussi que, dans le cadre de l'accouchement, la plupart des soignants ne respectent pas la loi Kouchner sur le droit à l'information des patients et l'obligation d'obtenir le consentement libre et éclairé du patient pour tout acte médical.
Elle fait partie des personnes qui ont introduit dans le monde francophone le concept de violence obstétricale. Dans un billet de mars 2016, elle la définit comme « tout comportement, acte, omission ou abstention commis par le personnel de santé, qui n’est pas justifié médicalement et/ou qui est effectué sans le consentement libre et éclairé de la femme enceinte ou de la parturiente ».

### Sources
- Nastassia Audibert, Violence obstétricale - émergence d'un problème public en France, Sciences-Po Paris, octobre 2016.
- Mélanie Déchalotte, Le livre noir de la gynécologie, First, 2017.
- Renée Greusard, Enceinte tout est possible, Lattès, 2016.
- Diane Roman, Les violences obstétricales, une question politique aux enjeux juridiques, Revue de droit sanitaire et social no 05, octobre 2017.
- Martin Winckler, Les Brutes en blanc, Flammarion, 2016.